# Раунтри, Ларри
Ларри Раунтри III (англ. Larry Rountree III; 13 февраля 1999, Роли, Северная Каролина) — американский футболист, раннинбек клуба НФЛ «Лос-Анджелес Чарджерс». На студенческом уровне играл за команду Миссурийского университета, один из самых результативных футболистов в его истории. На драфте НФЛ 2021 года был выбран в шестом раунде.

## Биография
Ларри Раунтри родился 13 февраля 1999 года в Роли в Северной Каролине. Там же он окончил старшую школу Миллбрук, играл в футбол за её команду. В выпускной год Раунтри набрал выносом 1147 ярдов с 21 тачдауном, после чего был признан лучшим игроком сезона в нападении в конференции. Участвовал в матче звёзд школьного футбола Северной и Южной Каролины. После окончания школы он получил спортивную стипендию в Миссурийском университете.

### Любительская карьера
В футбольном турнире NCAA Раунтри дебютировал в 2017 году. Он сыграл в тринадцати матчах сезона, во второй его части заменив в стартовом составе травмированного Дамарея Крокетта. С 703 набранными ярдами и шестью тачдаунами Раунтри стал одним из лучших раннинбеков-новичков в I дивизионе NCAA. В 2018 году он также провёл тринадцать игр, набрав 1216 ярдов с 11 тачдаунами. Суммарно за первые два сезона карьеры он набрал выносом 1919 ярдов, превзойдя предыдущий рекорд университета, установленный в 1974 и 1975 годах Тони Галбретом.
В 2019 году Раунтри сыграл двенадцать матчей, набрав 829 ярдов. Его девять выносных тачдаунов стали лучшим результатом команды. Сезон 2020 года был сокращён из-за пандемии COVID-19. В нём он провёл десять игр с 972 набранными ярдами и 14 тачдаунами. По результатам опроса тренеров Раунтри был включён во вторую сборную звёзд конференции SEC. Суммарно за четыре года карьеры он набрал 3720 ярдов и занёс 40 тачдаунов, по обоим показателям уступив лишь Брэду Смиту, игравшему за команду в конце 2000-х годов.

#### Статистика выступлений в NCAA
| Сезон | Команда         | Игры | Приём | Приём | Приём | Приём | Вынос | Вынос | Вынос | Вынос |
| Сезон | Команда         | Игры | Rec   | Yds   | Y/A   | TD    | Att   | Yds   | Y/A   | TD    |
| ----- | --------------- | ---- | ----- | ----- | ----- | ----- | ----- | ----- | ----- | ----- |
| 2017  | Миссури Тайгерс | 13   | 5     | 57    | 11,4  | 0     | 126   | 703   | 5,6   | 6     |
| 2018  | Миссури Тайгерс | 13   | 14    | 62    | 4,4   | 0     | 225   | 1216  | 5,4   | 11    |
| 2019  | Миссури Тайгерс | 12   | 13    | 70    | 5,4   | 0     | 186   | 829   | 4,5   | 9     |
| 2020  | Миссури Тайгерс | 10   | 15    | 100   | 6,7   | 0     | 209   | 972   | 4,7   | 14    |
| Всего | Всего           | 48   | 47    | 289   | 6,1   | 0     | 746   | 3720  | 5,0   | 40    |

### Профессиональная карьера
Аналитик сайта Bleacher Report Нейт Тайс перед драфтом 2021 года ставил Раунтри на пятнадцатое место среди раннинбеков и прогнозировал ему выбор в пятом или шестом раунде. К плюсам игрока Тайс относил его телосложение, маневренность, понимание различных концепций выносной игры и видение поля, агрессивную силовую манеру действий на поле. Среди недостатков Раунтри назывались его прямолинейность, отсутствие хорошего ускорения и высокую нагрузку в период игры в колледже, в перспективе способную сказаться на его здоровье.
На драфте он был выбран клубом «Лос-Анджелес Чарджерс» в шестом раунде под общим 198 номером. В команде рассчитывали на него как на раннинбека для ситуаций, когда нужно набрать небольшое количество ярдов, но в составе Раунтри закрепиться не смог. Во второй части сезона его вывели из активного состава и он не выходил на поле даже как игрок специальных команд. В двенадцати сыгранных матчах регулярного чемпионата Раунтри набрал всего 87 ярдов и занёс один тачдаун.

#### Статистика выступлений в НФЛ

##### Регулярный чемпионат
| Сезон | Команда               | Игры | Приём | Приём | Приём | Приём | Вынос | Вынос | Вынос | Вынос |
| Сезон | Команда               | Игры | Rec   | Yds   | Y/A   | TD    | Att   | Yds   | Y/A   | TD    |
| ----- | --------------------- | ---- | ----- | ----- | ----- | ----- | ----- | ----- | ----- | ----- |
| 2021  | Лос-Анджелес Чарджерс | 12   | 1     | -1    | -1,0  | 0     | 36    | 87    | 2,4   | 1     |
| Всего | Всего                 | 12   | 1     | -1    | -1,0  | 0     | 36    | 87    | 2,4   | 1     |